# شیکاگو (گروه موسیقی)
شیکاگو (به انگلیسی: Chicago) یک گروه راک آمریکایی است که از نظر فروش در بین گروه‌های آمریکایی جزو ده گروه اول می‌باشد. این گروه یکی از اولین و معدود گروه‌های موسیقی‌ای بود که از مجموعه سازهای بادی مانند ساکسوفون، ترومبون و ترومپت به صورت جدی استفاده کرد. دیگر سازهای مورد استفادهٔ آن‌ها گیتار الکتریک، گیتار بیس، کیبورد و درام هستند.

## آلبوم‌ها
- The Chicago Transit Authority - ۱۹۶۹
- Chicago, later renamed Chicago II - ۱۹۷۰
- Chicago III - ۱۹۷۱
- Chicago at Carnegie Hall - ۱۹۷۱
- Chicago V - ۱۹۷۲
- Chicago VI - ۱۹۷۳
- Chicago VII - ۱۹۷۴
- Chicago VIII - ۱۹۷۵
- Chicago IX - Chicago's Greatest Hits - ۱۹۷۵
- Chicago X - ۱۹۷۶
- Chicago XI - ۱۹۷۷
- Hot Streets - ۱۹۷۸
- Chicago 13 - ۱۹۷۹
- Chicago XIV - ۱۹۸۰
- Greatest Hits, Volume II - ۱۹۸۱
- Chicago 16 - ۱۹۸۲
- Chicago 17 - ۱۹۸۴
- Chicago 18 - ۱۹۸۶
- Chicago 19 - ۱۹۸۸
- Greatest Hits 1982-1989 - ۱۹۸۹
- Twenty 1 - ۱۹۹۱
- Night & Day Big Band - ۱۹۹۵
- The Heart of Chicago 1967-1997 - ۱۹۹۷
- The Heart of Chicago 1967-1998 Volume II - ۱۹۹۸
- Chicago XXV: The Christmas Album - ۱۹۹۸
- Chicago XXVI: Live in Concert - ۱۹۹۹
- The Very Best of: Only the Beginning - ۲۰۰۲
- The Box - ۲۰۰۳
- Love Songs - ۲۰۰۵
- Chicago XXX - ۲۰۰۶

## اعضا

### اعضا فعلی
- جیمز پَنکو: ترومبون
- لی لوگنِین: ترومپت
- والتِر پَرَزایدِر: ساکسوفون
- رابرت لَم: کیبورد و آواز
- بیل چَمپلین: گیتار ریتم و آواز
- جیسون شِف: گیتار بیس و آواز
- تریس ایمبودِن: درام
- کِیت هاولَند: گیتار لید

### اعضا قبلی
- تِری کَت: گیتار الکتریک و آواز
- پیتِر سِتِرا: گیتار بیس و آواز
- دَنی سِرَفاین: درام
- لادیر دِاُلیوریا: پرکاشن
- دانی دکوس: گیتار الکتریک
- کریس پینیک: گیتار الکتریک
- داوین بیلی: گیتار الکتریک